# Šuf
Šuf (arabsko جبل الشوف‎; večkrat zasledimo tudi francosko Chouf) se imenuje južno vznožje Libanonskega gorovja in leži jugovzhodno od Bejruta in poleg goratih predelov vključuje ozek obalni pas z mestom Damur. To je zgodovinsko pomembna regija in tudi upravno okrožje v guvernoratu (mohafazat) Libanonsko gorovje.

## Geografija
Regijo omejujejo reki Damour na severu in Avali na jugu (pritok Nahr el-Barouk). Šuf je središče libanonskih druzov. Vodja druzov Walid Jumblat ima sedež v Moukhtari. Tudi libanonski emirji so imeli rezidenco v Šufu. Najbolj znana je palača Beit ed-Dine Baširja Šihaba II. iz prve polovice 19. stoletja. Drugo zgodovinsko mesto v bližini Beit ed-Dine je Deir al-Kamar.
V primerjavi s preostankom Libanonskega gorovja je Šuf nižji, najvišja točka je namreč Džebel Baruk z 1980 metri. Številni izviri in ugodne vremenske razmere omogočajo pridelavo oliv, jabolk in grozdja. V primerjavi s preostalim Libanonom se je Šuf izognil pretirani pozidavi in narava je kljub intenzivnemu kmetijstvu dokaj dobro ohranjena, velik je delež gozda, tudi po zaslugi pogozdovanja. Rezervat libanonskih ceder ob obronkih Baruka je danes najobsežnejše strnjeno rastišče teh dreves v državi.
Danes so najpomembnejša naselja v regiji zgodovinska (iz časov emirjev) Beit ed-Dine in Deir al-Kamar ter Mukhtara, kjer je Džumblatova rezidenca.
Šuf je tudi del upravnega guvernorata Libanonsko gorovje, ki poleg omenjenega gorovja obsega še obalni pas med Bejrutom in Sidonom z največjim mestom Damour.

## Zgodovina
V 12. stoletju so Šuf nadzorovali druzi, njegove dele pa druga muslimanska plemena. Maroniti in šiiti so bili na severu v večini in so uživali relativno neodvisnost. Gore so bile zatočišče za manjšine, še posebej, ker so druzi iz Aleja vodili pragmatično dvojno politiko: po eni strani so poskušali živeti v sožitju z vladarji Damaska in Kaira, po drugi strani pa so se sprijaznili s križarji države, ki so nastale med križarskimi vojnami. V 13. stoletju so na tem območju živeli druzi, šiiti, maroniti in nekateri jakobiti, melkiti in aleviti. Spremembe so se začele pojavljati, ko je Qalawun uničil križarske države in je v letih 1305–1306 njegov sin, mameluški bahritski sultan Egipta al-Malik an-Nasir Muhammad, odbil mongolsko invazijo. Po tem je pokoril tudi vsa ljudstva, ki jih je sam imel za krivoverce: šiite, druze, alevite. Posledično so se tudi maroniti razkropili in razširili po vsej regiji. V začetku 16. stoletja je nastal Emirat Libanonske gore. Druzijski emirji iz Šufa, Ma'an pod svojim voditeljem Fahredina I., so ob osmanski podpori prevzeli nadzor nad tem območjem. Ta gorata regija je tako začela igrati pomembno politično vlogo. Od takrat je tudi bolj ali manj zaprta enota. Potopisec Joannes Cotovicus piše v zvezi z druzi:
»So trdoživi gorski ljudje, bojeviti, polni poguma ... Med Turki in muslimani imajo najraje kristjane ... Čeprav so v osrčju Otomanskega cesarstva, so ohranili svojo neodvisnost.«
Korkmaz I. je nasledil svojega očeta Fakhr-al-Dina I. in prišel v konflikt z osmansko centralno oblastjo. Sultan Murat III. je egipčanskemu guvernerju Ibrahimu paši naročil vojaško ekspedicijo v Libanonske gore. Nato se je emir skril v gorah Šufa. Umrl je zaradi zastrupitve. Njegov sin Fahredin Al Maan II. je prevzel emirat Libanonske gore (Émirat du Chouf) onkraj gorskega območja in povezal različne skupnosti. S tem je ustvaril predhodnika sodobnega Libanona. Vzpostavil je povezave z evropskimi velesilami, odšel v Firence in omogočil ustanavljanje evropskih krščanskih misijonov. V 18. stoletju je Maane nasledila dinastija Šihab. Za razliko od prejšnjih so bili suniti. Paše iz Tripolija in Saide so jih spoštovali in dosegli so mirno ravnovesje med druzi in maroniti. Drugi popotnik, Volney, je regijo opisal kot »sijaj sijoče svobode«. Tam v nasprotju s turško deželo vsak živi v varnosti svojega premoženja in življenja«. Več otrok emirja Melhema Šebaba se je spreobrnilo v krščanstvo in pozneje je večina Šehabov storila enako, kot so storili druzi iz družine emirja Abillama. Nasledniki Melhema so bili maroniti od Bašir Šehaba II.
Leta 1842 je Osmansko cesarstvo imelo koristi od pobojev kristjanov in je lahko podvojilo območje z ustanovitvijo Kajmakanata. Uvedeni sta bili dve upravni delitvi: severno, ki je veljalo za maronitsko ozemlje, in južno, ki je veljalo za ozemlje druzov. Vendar ta delitev ni uspela rešiti verskih konfliktov, zato jo je med letoma 1861 in 1915 nadomestil Mutesarriflik Libanonske gore, v katerem je osmanskemu guvernerju, ki je bil katoličan, a ne Libanonec, pomagal večkonfesionalni svet. Prvi Moutassarif je bil Armenec. Med letoma 1861 in 1915 je bilo 8 guvernerjev.
Zaradi sporazuma Sykes-Picot iz leta 1916 se je Francija poskušala uveljaviti v Levantu in izkoristiti zlom Osmanskega cesarstva. Ustvarila je territoire libanais pod svojim nadzorom. Del tega je bil Šuf. To je bil čas mandata Društva narodov za Sirijo in Libanon. V skladu z vrhovnim zavezniškim svetom in pogajanji za pogodbo iz Sèvresa je bil leta 1920 ustanovljen Veliki Libanon. Francija je bila razsodnik možne skupne poravnave različnih veroizpovedi v skladu z glavnimi skupnostmi druzov in maronitov, vendar pod politično prevlado maronitov. Območje se je osamosvojilo v drugi svetovni vojni in postalo Libanon.
V 1970-ih sta druzijski voditelj Kamal Džumblat in kasneje njegov sin Valid Džumblat poskušala preoblikovati Šuf v majhno druzijsko državo, vendar jima ni uspelo pridobiti političnega priznanja. V 1980-ih so razmere za kristjane v regiji postale še posebej življenjsko nevarne. Ozemlje je od septembra 1982 do septembra 1983 zasedel Izrael. Ko se je vojska umaknila, so se krščanske in druzijske milice soočile. Med libanonsko državljansko vojno med letoma 1983 in 1984 (Harb el Jabal – gorska vojna) je veliko krščanskih prebivalcev pobegnilo, da bi se izognili pogostim pobojem, le nekaj pa se jih je vrnilo, da bi obnovili številna mesta, ki so jih uničili neregularni pripadniki druzov PSP. Veliko krščanskih družin se je odločilo za izselitev.
Kljub svoji krvavi zgodovini je Šuf ena najbolj neokrnjenih regij v Libanonu. Naravi je bil prihranjen gradbeni razmah, ki je prizadel sosednji okrožji al-Mitn in Kesrvan. Obsežne gozdove libanonskih ceder lahko najdemo na pobočjih Džebel Baruka – drevesna populacija ni tako stara kot Gospodove cedre v Bscharreju v severnem Libanonu.

## Znamenitosti
- Damour
- grad Musa
- Beit ed-Din
- Deir al-Kamar
- Baaklin
- Mazrat el Šuf
- Bsaba al Šuf